# Veveřička nejmenší
Veveřička nejmenší (Sciurillus pusillus) je malá veverka, jediný zástupce motopyického rodu Sciurillus z čeledi veverkovitých (Sciuridae). Žije v Jižní Americe, kde se vyskytuje na několika lokalitách v Brazílii (v centrální Amazónii), v severním Peru, jižní Kolumbii, Surinamu a ve Francouzské Guayaně.

## Vzhled
Veveřičky nejmenší jsou drobní hbití hlodavci s délkou těla 97–110 mm a ocasu 114–120 mm. Samci jsou větší než samičky. Horní část těla je šedohnědá až hnědá, spodní světleji hnědá. Jedinci z Francouzské Guyany mají načervenalou hlavu a černé špičky uší.

## Způsob života
O životě tohoto druhu není mnoho známo. Žijí v horních partiích amazonského tropického deštného lesa. Vydávají vysoké pronikavé zvuky připomínající cvrčky. Konzumují ovoce a ořechy, ale nahlodávají také kůru stromů a olizují vytékající pryskyřici.
Páření probíhá od května do srpna (podle pozorování z Peru). Několik samců při něm usiluje o jednu samičku. Rodí obvykle dvě mláďata.